# 川本産業
川本産業株式会社（かわもとさんぎょう）は、大阪府大阪市中央区に本社を置く衛生材料の大手メーカー。

## 沿革
- 1914年 - 川本新之助、森開造らが個人商店として創業。
- 1923年 - 森開造が大阪府泉北郡忠岡町に大津川工場（現：大阪工場）を操業。
- 1931年 - 大阪市東区（現：中央区）瓦町に株式会社川本新之助商店を設立[2]。
- 1943年 - 川本繃帯材料株式会社に改称[2]。
- 1971年 - 株式会社新喬商会を子会社化し、川本商事株式会社に商号を変更[2]。
- 1982年 - 大阪市東区（現：中央区）糸屋に本社を移転[2]。
- 1996年 - 関連会社の川本商事株式会社、川本医専商事株式会社を吸収合併し、現社名に改称。[2]。
- 1996年 - ニチエイ商事株式会社を子会社化[2]。
- 1997年 - 子会社のニチエイ商事株式会社を吸収合併[2]。
- 2000年 - 今永商事株式会社の衛生材料事業部門を譲受[2]。
- 2000年 - 株式会社開新舎の衛生材料事業部門を譲受[2]。
- 2001年 - 大阪証券取引所二部に上場[2]。
- 2003年 - 東京証券取引所二部に上場[2]。
- 2005年 - 泉谷商事株式会社の営業権を譲受[2]。
- 2014年 - 現在地に本社を移転[2]。
- 2016年 - エア・ウォーター株式会社が株式公開買付けを行い、親会社となる[2]。
- 2025年 - 4月3日にエア・ウォーターによる2回目の株式公開買付けが成立[3]。5月14日に東京証券取引所スタンダード市場上場廃止、5月16日に株式売渡請求によりエア・ウォーターの完全子会社となる[1]。

## 製品
- ステリコットα
- 滅菌ケーパイン
- ケーパイン消毒液A【指定医薬部外品】（製造販売元：万協製薬）
- ケーパイン消毒薬泡タイプ【第2類医薬品】（製造販売元：万協製薬）
- アイパッチ